# Tripoli (Libië)

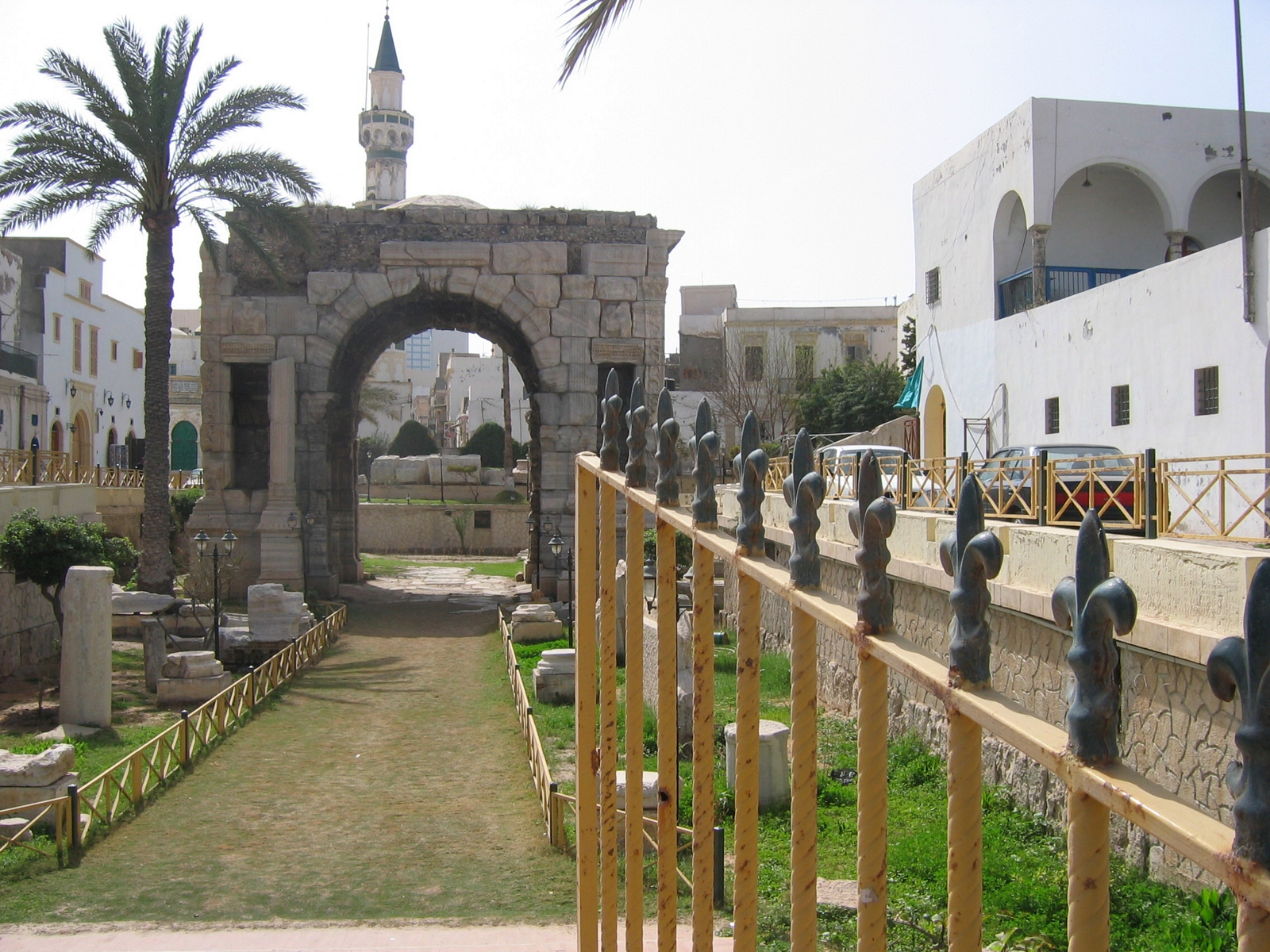
Triomfboog van Marcus Aurelius

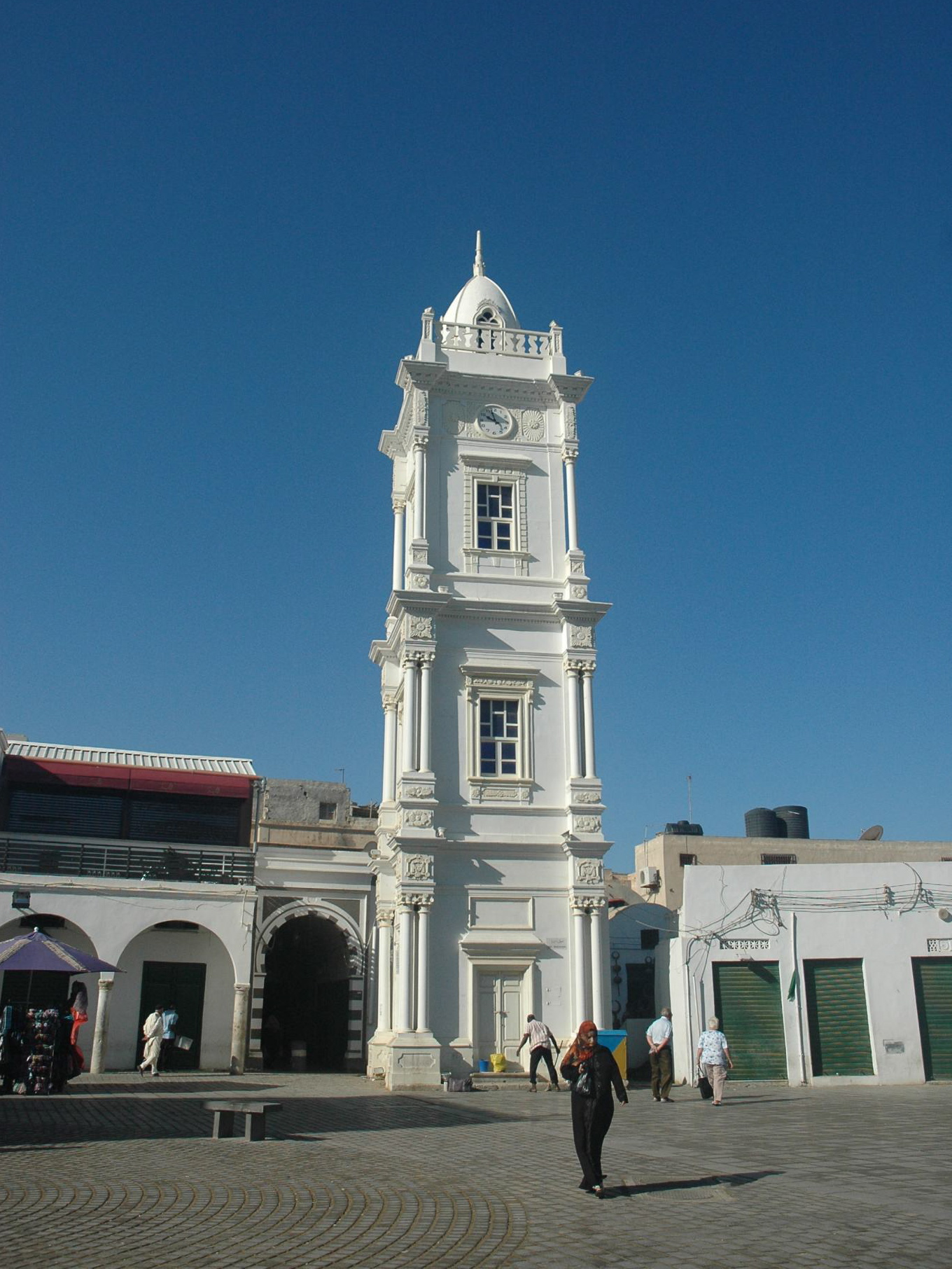
Ottomaanse klokkentoren

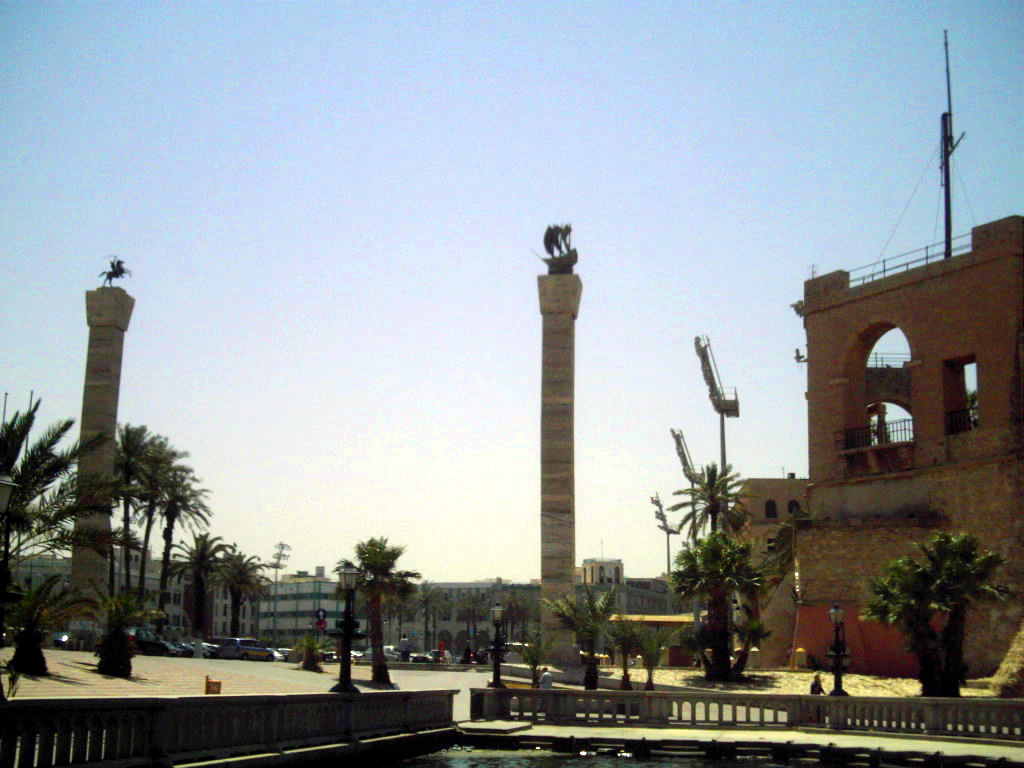
Het Rode Kasteel en het Groene Plein

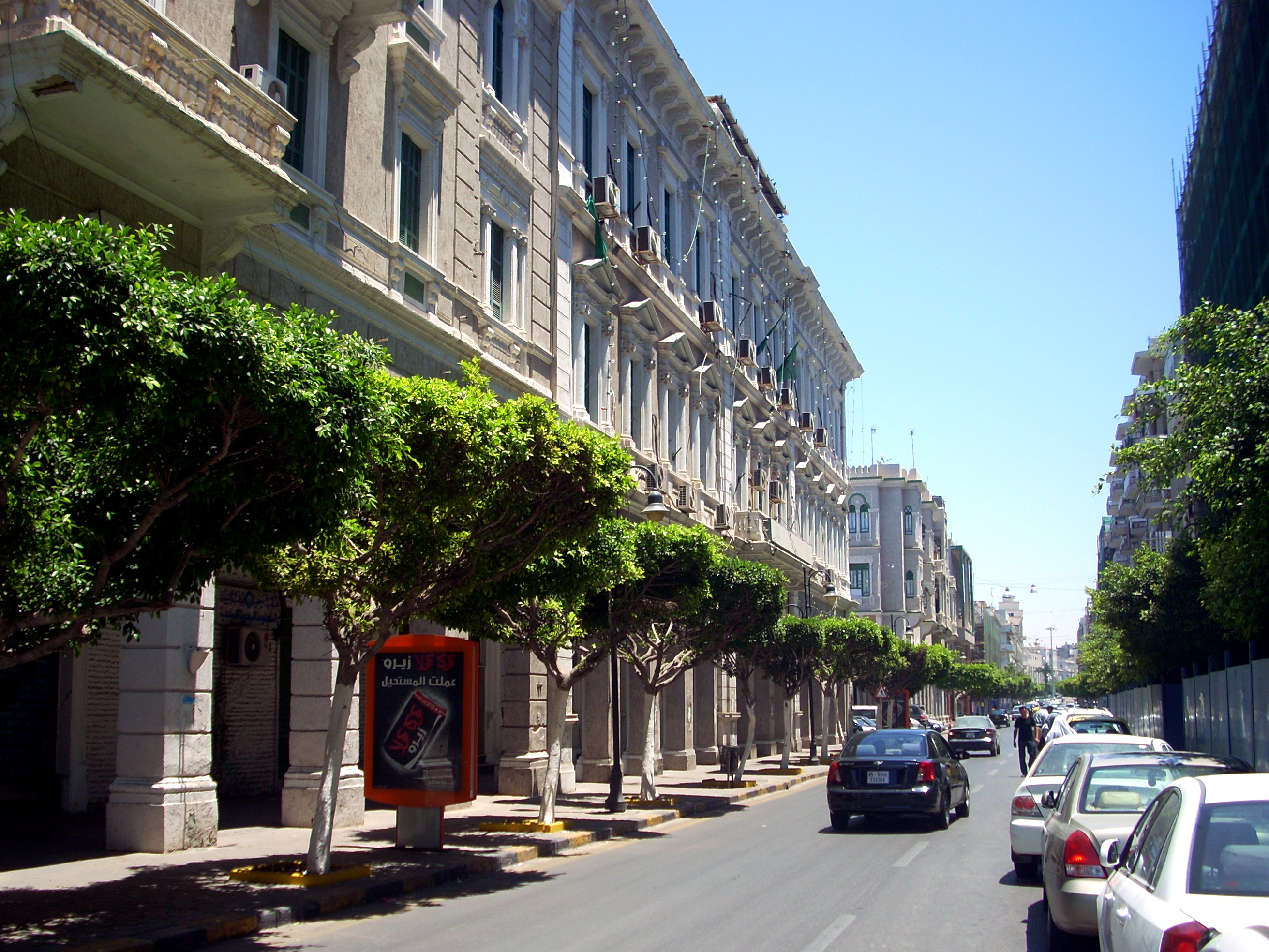
Straat in Italiaans-koloniale stijl

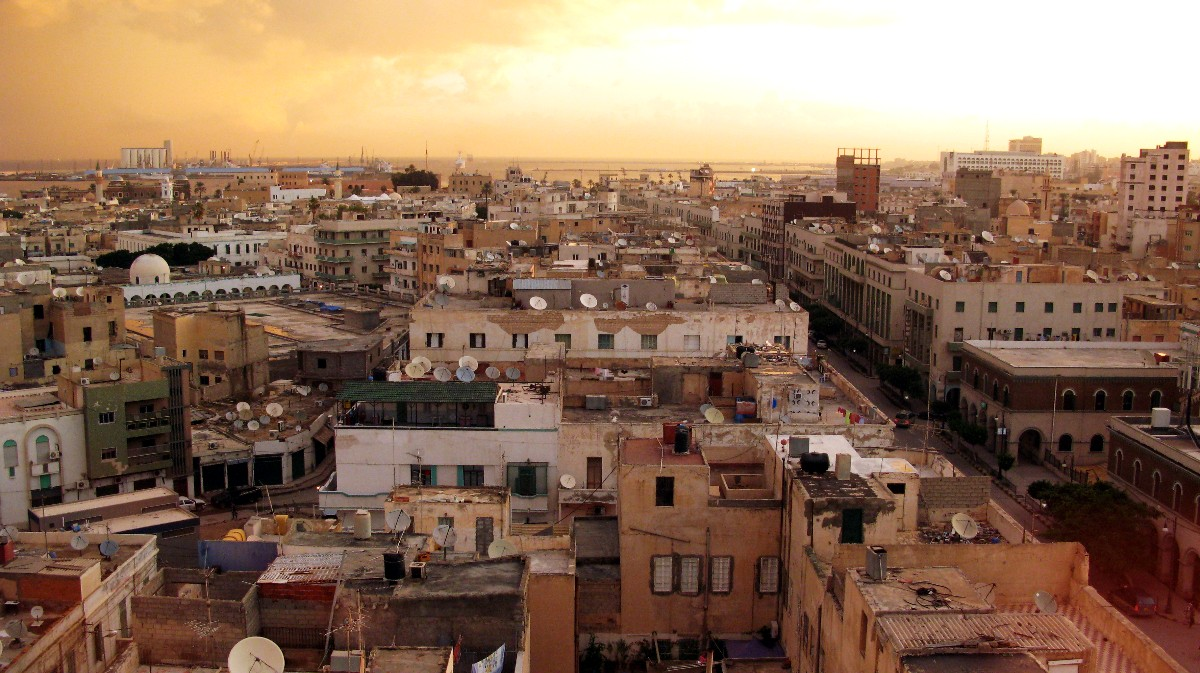
De oude medina van Tripoli

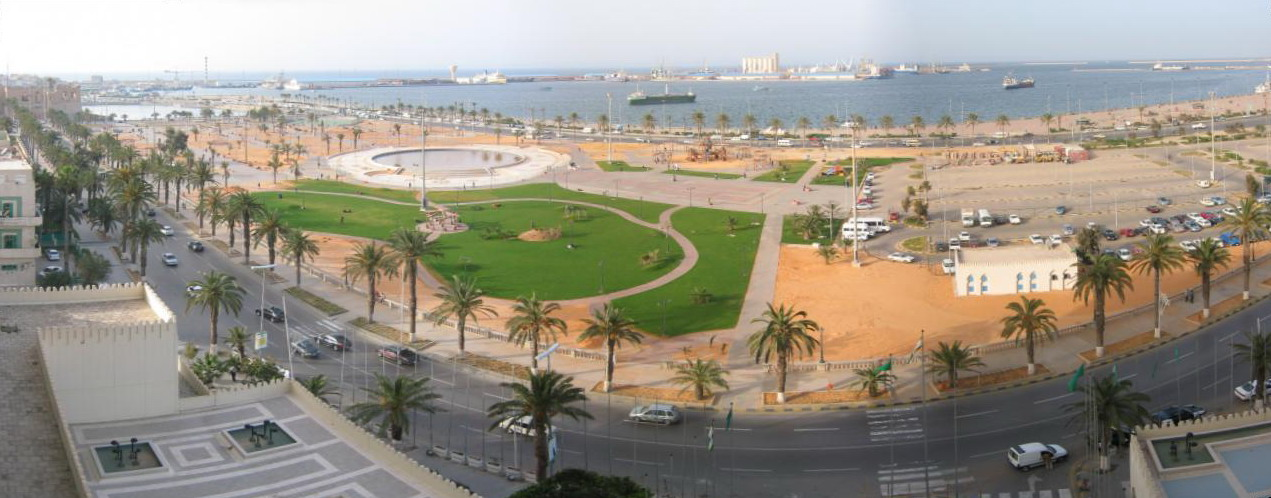
Zicht op de haven van Tripoli vanuit Hotel Al-Kabir

Tripoli (Arabisch: طرابلس Taraboeloes) is de hoofdstad van Libië. Ze ligt in het noordwesten van het land, bij een oase aan de Middellandse Zee. Er heerst dan ook een mediterraan klimaat. In de gehele agglomeratie wonen ongeveer 2,2 miljoen mensen, wat ongeveer 30% van de bevolking van het land is. Hiermee is het ook de grootste stad van Libië.
De naam van de stad betekent in het Grieks letterlijk drie steden, wat verwijst naar de drie steden die de Feniciërs hier in de 7e eeuw v.Chr. stichtten.
Bij Tripoli ligt een internationaal vliegveld, Tripoli International Airport.

## Geschiedenis

### Oudheid en middeleeuwen
Tripoli werd in de zevende eeuw v.Chr. gesticht door de Feniciërs en droeg destijds de naam Oea. Onder de Siciliaanse Grieken werd de regio van de drie steden Oea, Sabratha en Leptis Magna Tripolis genoemd, wat in het Grieks letterlijk drie steden betekent. Tegen het einde van de tweede eeuw v.Chr. kwam Oea in Romeins bezit en werd de stad opgenomen in de provincia Africa als deel van de regio Tripolitana. In deze tijd floreerde Oea op economisch en artistiek gebied. De triomfboog van Marcus Aurelius in het oude centrum van Tripoli herinnert nog aan deze tijd. Aan deze bloeitijd kwam een einde met de val van het Romeinse Rijk.
In de zevende eeuw n.Chr. veroverden de islamitische Arabieren Oea, waarna de stad lange tijd werd bestuurd door verscheidene dynastieën als de Aghlabiden en de Fatamiden en nog later door de Egyptische mammelukken. De ineenstorting van de op zorgvuldig waterbeheer gebaseerde landbouw in het achterland in de elfde eeuw betekende dat de bevolking van de Tripolitania snel terugliep. De steden Sabratha en Lepcis Magna werden ontruimd. De bewoners vestigden zich in Oea, dat voortaan Tripolis heette.

### Spaanse, Ottomaanse en Italiaanse heerschappij
In 1509 werd Tripoli door de Spanjaarden veroverd die er een Spaanse gouverneur aanstelden. Keizer Karel V schonk de stad in 1530 aan de Orde van Malta, maar in 1551 werd Tripoli veroverd door Turken onder leiding van Turgut Reis, die vervolgens van de sultan de titel bey van Tripoli kreeg. Vanuit de stad opereerden in de daaropvolgende eeuwen vele Barbarijse zeerovers. Ter bestrijding van de zeerovers voerden de Verenigde Staten begin negentiende eeuw de Eerste Barbarijse Oorlog tegen het inmiddels semi-onafhankelijke Tripoli.
In de Italiaans-Turkse Oorlog van 1911 veroverden Italië de provincies Tripolitanië, Cyrenaica en Fezzan op het Ottomaanse Rijk en verenigde de drie provincies in de kolonie Libië. Tripoli werd de hoofdstad van de nieuwe kolonie en er verrezen talloze gebouwen in Italiaanse architectuurstijlen, zoals de kathedraal van Tripoli. In de jaren dertig verhuisden duizenden Italiaanse kolonisten naar de kolonie. In 1938 had Tripoli 108.240 inwoners van wie 39.096 Italiaans waren.

### Hoofdstad van het onafhankelijke Libië
Het was in Tripoli dat in de Tweede Wereldoorlog Erwin Rommel met zijn roemruchte Afrikakorps zijn intrede deed en zijn campagne tegen de Britten begon. Op 23 januari 1943 werd de stad door Britse troepen bezet, waarna zij tot 1951 onder Brits bestuur stond. In deze periode vonden enkele bloedige pogroms plaats, gericht tegen de Joodse bevolking van de stad (pogrom van Tripoli (1945) en pogrom van Tripoli (1948)). Na de onafhankelijkheid van het Koninkrijk Libië werden Tripoli en Benghazi de hoofdstad. In deze tijd leefden er nog veel Italiaanse kolonisten in de stad die pas na de machtsovername van Moammar al-Qadhafi in 1969 massaal vertrokken.
Op 15 april 1986 werd Tripoli gebombardeerd door de vliegtuigen van de Amerikaanse marine in Operatie El Dorado Canyon, die was bedoeld als vergelding voor een aanslag op 5 april in een discotheek in Berlijn waar veel Amerikanen waren. Het Qadhafi-regime zou deze terroristische aanslag hebben ondersteund.
Op 25 september 2011 kwam in het nieuws dat bij de Abu-Salim gevangenis in Tripoli een massagraf was gevonden met 1270 lichamen. Volgens mensenrechtenorganisaties was daar in 1996 onder het bewind van Qafhafi een massamoord gepleegd.
Op 12 mei 2010 kwam Tripoli in het nieuws toen Afriqiyah Airways-vlucht 771 neerstortte op de internationale luchthaven van Tripoli. Er waren 104 inzittenden, van wie 103 het niet overleefden.
Tijdens de opstand in Libië in 2011 was Tripoli lange tijd het belangrijkste bolwerk van het Qadhafi-regime. De stad werd veelvuldig aangevallen door NAVO-vliegtuigen. In augustus wisten de opstandelingen Tripoli te veroveren, waarna er echter nog enkele dagen werd gevochten in de stad.

## Klimaat
Tripoli heeft een steppeklimaat met lange, warme en droge zomers en milde, relatief natte winters.
| Maand                                    | jan | feb | mrt | apr | mei | jun | jul | aug | sep | okt | nov | dec | Jaar |
| ---------------------------------------- | --- | --- | --- | --- | --- | --- | --- | --- | --- | --- | --- | --- | ---- |
| Hoogste maximum (°C)                     | 32  | 34  | 38  | 42  | 43  | 48  | 47  | 48  | 46  | 42  | 37  | 31  | 48   |
| Gemiddeld maximum (°C)                   | 18  | 19  | 20  | 24  | 27  | 32  | 34  | 34  | 31  | 28  | 23  | 19  | 26,4 |
| Gemiddeld minimum (°C)                   | 9   | 10  | 11  | 14  | 17  | 20  | 22  | 23  | 21  | 18  | 13  | 10  | 15,6 |
|                                          |     |     |     |     |     |     |     |     |     |     |     |     |      |
| Neerslag (mm)                            | 62  | 32  | 30  | 14  | 5   | 1   | 1   | 0   | 17  | 47  | 58  | 68  | 334  |
| Bron: Wereld Meteorologische Organisatie |     |     |     |     |     |     |     |     |     |     |     |     |      |

## Demografische ontwikkeling
De onderstaande tabel toont het inwonertal van Tripoli sinds 1890. De snelle bevolkingsgroei sinds 1970 is ten dele het gevolg van inlijvingen van aangrenzende gemeenten.
| Jaar | Inwoners |
| ---- | -------- |
| 1890 | 40.000   |
| 1905 | 30.000   |
| 1911 | 29.800   |
| 1915 | 50.000   |
| 1929 | 65.900   |
| 1931 | 74.700   |
| 1936 | 98.900   |
| 1938 | 108.200  |
| 1954 | 129.700  |

| Jaar | Inwoners  |
| ---- | --------- |
| 1960 | 183.500   |
| 1964 | 212.600   |
| 1970 | 264.000   |
| 1973 | 481.295   |
| 1978 | 550.400   |
| 1984 | 591.062   |
| 2005 | 1.150.990 |
| 2007 | 1.780.000 |
| 2011 | 2.220.000 |

## Bezienswaardigheden
De ommuurde medina is het oudste stadsdeel van Tripoli en bestaat voornamelijk uit eeuwenoude huizen, moskeeën en paleizen. De medina is toegankelijk via drie poorten in de stadsmuur, de Bab Zanata in het westen, de Bab Hawara in het zuidoosten en de Bab Al-Bahr in het noorden. Ten zuidoosten van de medina, aan het Groene Plein, staat de Assaraya al-Hamra (het Rode Kasteel), een vesting uit de zestiende eeuw die is gebouwd door de Spanjaarden. De vesting heeft verscheidene binnenplaatsen en huisvest tegenwoordig een museum. In de medina staat de uit de 2e eeuw n.Chr. stammende Romeinse triomfboog van Marcus Aurelius
Ten oosten van de oude medina staat in een wijk uit de koloniale periode de tot moskee omgebouwde kathedraal van Tripoli.

## Stedenbanden
- Algiers (Algerije)
- Belgrado (Servië)
- Belo Horizonte (Brazilië)
- Bogota (Colombia)
- Dubai (Verenigde Arabische Emiraten)
- İzmir (Turkije)
- Madrid (Spanje)
- Sarajevo (Bosnië en Herzegovina)

## Geboren in Tripoli
- Rossana Podestà (1934-2013), Italiaans actrice
- Nadia Ali (1980), Pakistaans-Amerikaans zangeres
- Djamal Mahamat (1983), voetballer